# Campiglossa gemma
Campiglossa gemma este o specie de muște din genul Campiglossa, familia Tephritidae. A fost descrisă pentru prima dată de Erich Martin Hering în anul 1939. Conform Catalogue of Life specia Campiglossa gemma nu are subspecii cunoscute.